# マウリツィオ・サッリ
マウリツィオ・サッリ（Maurizio Sarri、1959年1月10日 - ）はイタリア・ナポリ出身の元アマチュアサッカー選手。現サッカー指導者。

## 経歴
ナポリにて生まれるが、3歳からはトスカーナ州にて育ち、以来トスカーナ人である事を自負している。
若い頃はアマチュアリーグのDFとして活動していたが、すぐに引退し、モンテ・デイ・パスキ・ディ・シエナ銀行に就職。
銀行員として働きながらも、下部リーグの指導者としてキャリアを積む。2000-01シーズンにイタリア6部リーグに所属するACサンソヴィーノを率いた際は、銀行に辞表を出した上、リーグ制覇できなければ監督業から身を引くとクラブに宣言し、宣言通りリーグ制覇を達成。この頃、セットプレーで33通りもの練習をしていたと報じられ、ミステル33と呼ばれた。

### エンポリFC
2012年にセリエBに所属していたエンポリFCの監督に就任。前シーズン残留をかけたプレーアウトでヴィチェンツァを下しかろうじてBに留まったチームの変革に取り組んだ。開幕9戦で4分け5敗と苦しみながらも10戦目にしてその後エンポリ時代一貫して採用することになる4-3-1-2のシステムを発見しアウェイながらヴィルトゥス・ランチャーノに3‐0で快勝した。また、この試合で当時弱冠18歳のエルセイド・ヒサイは抜擢され、リーグ戦初出場を果たした上、その鮮烈な内容からポジションを勝ち取り、その後17試合に渡って連続フル出場を果たした。同じく若手ではサイドアタッカーであったリカルド・サポナーラのトップ下としての才能を見出し、ロレンツォ・トネッリをCBとして開花させるなどした一方で、マッシモ・マッカローネとフランチェスコ・タヴァーノのベテラン2トップの再生、中堅選手であったミルコ・ヴァルディフィオ―リのレジスタとしての能力発見など満遍なくチームの能力を引き出した。このシーズン紆余曲折を経ながら昇格プレーオフ決勝まで導いたが、リヴォルノに敗れ昇格はならなかった。
2013-14シーズンは前季のメンバーに加わったダニエレ・ルガーニやマリオ・ルイ、シモーネ・ヴェルディらがチームの完成度をさらに高め安定した戦いをシーズン通して披露、2位となりセリエA自動昇格を達成した。
2014-15シーズン、初勝利を第6節のパレルモ戦まで待たねばならない苦しいスタートを切ったが、最終的にリーグ最多となった18の引き分けが示すようにしぶとく戦い、ホームでラツィオやナポリを破るなど印象に残る勝利も記録。第34節アウェーでのトリノ戦に1-0で勝利し残留を達成した。最終的に15位で終え、チームを辞任した。

### SSCナポリ

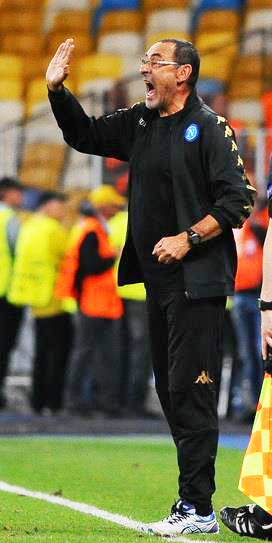
SSCナポリ監督時代（2016年）

2015年、セリエAのSSCナポリの監督に就任。ヒサイとともにエンポリから連れてきていたヴァルディフィオーリをレジスタに、ロレンツォ・インシーニェをトップ下に据えた4-3-1-2でシーズンに臨むが最初のリーグ戦3戦で2分け1敗と成果が出ないことから即座に修正、ジョルジーニョをアンカーに据えインシーニェを本来の左ウィングとした4-3-3を採用し続くEL第1節クラブ・ブルージュ戦、リーグ第4節ラツィオ戦を共に5-0で大勝、その後シーズンを超えて一貫して採用されるシステムとなった。前任者のもと崩れていたチームのバランスを見事に修正、徹底したポジショニング指導でカリドゥ・クリバリーを中心とするDF陣の能力を引き出し、マレク・ハムシクの適正なポジションを左の中盤に見出した。その中でも最も恩恵を受けたのが前線のゴンサロ・イグアインであり、最終的にセリエAのシーズン歴代最多記録である36ゴールを叩き出した。リーグ前半戦はホームでユベントスやインテルを破るなど勝利を積み重ね序盤の失敗を取り返し、リーグ優勝を果たした1989‐90シーズン以来26年ぶりに冬のチャンピオンとなった。2016年に入っても多くの勝利を積み重ねたが、第25節トリノでのユベントスとの直接対決に敗れ、続く2試合に引き分け、さらに4月に入った第31節フリウリでのウディネーゼ戦ではイグアインが激高し退場するなどの出来事もあり完敗。82ポイントを稼ぎ出し20チーム制となってからのリーグ戦クラブ記録である勝ち点となったにも拘らずユベントスの後塵を拝することになった。
2016-17シーズンはイグアインがライバルであるユベントスに移籍したため、代役としてアルカディウシュ・ミリクを獲得。開幕戦で得点を挙げるなど即座に適応したが、10月の代表戦で負傷し長期離脱。加えてDFの要ラウール・アルビオルの負傷離脱、CLとの両立にも苦しむ中、代役のマノロ・ガッビアディーニがチームにフィットしないと見ると、ウィンガーのドリエス・メルテンスをCFにコンバート。この策が功を奏し流動性を増したチームの攻撃力が爆発、CLではグループステージを突破した後にベスト16で(最終的に優勝した)レアル・マドリードに敗れたが、リーグ後半戦は19試合を15勝3分け1敗で駆け抜け、最終的にメルテンスは28ゴールで得点ランク2位、インシーニェ、ホセ・カジェホン、ハムシクもそれぞれ18、14、12と2桁得点を記録した。86ポイントと2シーズン連続でクラブ史上最高の勝ち点を記録したにも拘らず2位ローマに1ポイント及ばず3位、翌シーズンのCLはプレーオフからの出場となった。
2017-18シーズンはシーズン途中から独走していたユヴェントスを追い上げ、34節での直接対決を1-0で制し、一時は勝ち点差1まで迫ったが、次く35節ではフィオレンティーナに3-0と敗れ、36節のトリノ戦でも2-2と引き分け、優勝を逃した。

### チェルシーFC

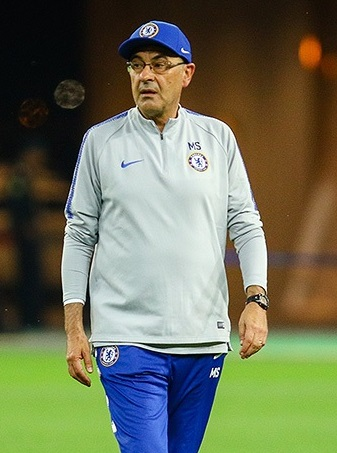
チェルシーFC監督時代（2019年）

2018年7月14日、解任されたアントニオ・コンテの後任として、チェルシーFCの新監督に就任決定。契約は3年間。サッリにとってこれが初のイタリア国外での指揮となる。ここでもナポリから連れてきたジョルジーニョをアンカーに据え、従来ボランチだったエンゴロ・カンテを1列前に上げ右の中盤で起用した。開幕直後は8勝2分とスタートダッシュに成功したが、中盤で調子を落とし、26節マンチェスター・シティ戦に0-6で惨敗したあたりからチーム内の不協和音や進退問題が浮上。1週間後のカラバオ杯決勝では、PK戦突入を見据えGKケパ・アリサバラガを控えのウィリー・カバジェロに交代しようとしたがケパが交代を拒否し、試合中にも関わらず激昂して自らロッカールームに引き返そうとするなど、厳しい内部事情が露わになった。結局カラバオ杯は決勝で敗れたもののその後は持ち直し、リーグ戦はCL出場圏内の3位でフィニッシュ、UEFAヨーロッパリーグ 2018-19も決勝でアーセナルを破り、自身初のメジャータイトルを獲得するなど充実したシーズンとなった。後にチェルシーでの1年間について「最初は対立があったけど、退団の時には多くの選手が泣いてくれた」と振り返っている。

### ユヴェントスFC
2019年6月16日、ユヴェントスFCの監督就任が正式発表された。契約は2022年まで。宿敵ユヴェントスへの監督就任にかつて率いたナポリのサポーターからは激しく批判され「裏切り者」とも言われた。フアン・クアドラードを右SBにコンバートし、フェデリコ・ベルナルデスキをトップ下に据える4-3-1-2でスタートしたが、次第にトップ下の選手をサイドに流した4-3-3と併用するようになる。しかし、ゾーンでの守備など高難度なサッカーへの適応が進まず、リーグ戦は勝利こそするものの以前のユヴェントスに見られた圧倒的な強さを発揮することは少なくなっていった。シーズン後半戦になると下位への取りこぼしも目立つなど次第にチーム状態が不安定になっていったものの、結局26勝5分7敗の勝ち点83を獲得しリーグ9連覇を達成、自身初のリーグタイトルを獲得した。しかし、2位インテルとの勝ち点差はわずかに1であった。スーペルコッパ・イタリアーナではラツィオに敗れ、コッパ・イタリアも決勝で古巣ナポリに敗れ国内一冠止まりとなり、至上命題のCLではラウンド16でリヨン相手に2戦合計2-2でアウェーゴール差により敗退。ユヴェントスにとって過去5年で最低となる16強止まりとなってしまい、CL敗退の翌日に解任された。

### ラツィオ
2021年6月9日、SSラツィオの監督に就任した。就任2シーズン目にはラツィオをリーグ戦2位に導き、2020-21シーズン以来のUEFAチャンピオンズリーグ出場権を獲得したが、翌シーズンはそのチャンンピオンズリーグでラウンド16敗退に加え、リーグ戦で9位に沈んだことを受け、2024年3月14日に辞任を発表した。

## 戦術
ポゼッションサッカーを得意としており、ナポリ時代には欧州で最も美しいサッカーと称された。ジョゼップ・グアルディオラにはユルゲン・クロップとともに同じ次元にいる監督と称された。またDFラインの計算された緻密な動きを特徴とする。テゴレト時代からの副官であるフランチェスコ・カルツォーナはこの主題のみで論文を著し、2016年にUEFAプロの資格を得ている。

## 人物・エピソード
- 2016年1月19日のコッパ・イタリア準々決勝インテル戦にて、アディショナルタイムが長いと主張した相手の監督ロベルト・マンチーニに対して同性愛者を揶揄する罵倒語を用い口論に発展した[16]。サッリにはレガ・カルチョから2万ユーロの罰金と2試合のベンチ入り停止処分が科された[17]。この発言によって差別主義者だと批判されたサッリは同性愛者に対する差別的な考えは持っていないと強調し、謝罪している[18]。この件についてエンポリの会長ファブリツィオ・コルシは罵倒に使われた言葉はトスカーナ人の間では幸運な対戦相手に用いられるものだと擁護した。また、その言葉をマンチーニ自身2001年当時記者を罵倒する際に用いたことがあると新聞ガゼッタ・デッロ・スポルトは指摘している。[19]
- 愛煙家であり、ヘビースモーカーぶりでは同じく愛煙家のサッカー指導者であるズデネク・ゼーマンをも凌ぐと言われる[2]。
- 読書家であり、愛読書はチャールズ・ブコウスキーやジョン・ファンテ、マリオ・バルガス・リョサの著作である[2]。ナポリ会長のアウレリオ・デ・ラウレンティスからは「彼は私と一緒で本をすごく読むんだ。素晴らしいことだよ」と語られている[20]。
- 試合中に指揮をとる際は常にジャージを着用しており、背広を着ない理由に関してはピッチ上で着飾ることに違和感を感じるからと答えている[21]。

## 監督成績
2024年3月13日現在
| クラブ             | 就任           | 退任           | 記録  | 記録 | 記録 | 記録 | 記録   |
| クラブ             | 就任           | 退任           | 試    | 勝   | 分   | 敗   | 勝率   |
| ------------------ | -------------- | -------------- | ----- | ---- | ---- | ---- | ------ |
| Antella            | 1996年         | 1998年         | 60    | 26   | 18   | 16   | 043.33 |
| Valdema            | 1998年         | 1999年         | 17    | 5    | 6    | 6    | 029.41 |
| Tegoleto           | 1999年         | 2000年         | 26    | 8    | 9    | 9    | 030.77 |
| サンソヴィーノ     | 2000年         | 2003年         | 120   | 62   | 33   | 25   | 051.67 |
| サンジョヴァネーゼ | 2003年         | 2005年6月18日  | 82    | 34   | 29   | 19   | 041.46 |
| ペスカーラ         | 2005年7月9日   | 2006年6月30日  | 43    | 14   | 12   | 17   | 032.56 |
| アレッツォ         | 2006年10月31日 | 2007年3月13日  | 22    | 6    | 8    | 8    | 027.27 |
| アヴェッリーノ     | 2007年7月18日  | 2007年8月23日  | 1     | 0    | 0    | 1    | 000.00 |
| エラス・ヴェローナ | 2007年12月31日 | 2008年2月28日  | 6     | 0    | 1    | 5    | 000.00 |
| ペルージャ         | 2008年9月23日  | 2009年2月15日  | 22    | 6    | 11   | 5    | 027.27 |
| グロッセート       | 2010年3月24日  | 2010年6月24日  | 11    | 2    | 7    | 2    | 018.18 |
| アレッサンドリア   | 2010年7月6日   | 2011年6月24日  | 36    | 15   | 13   | 8    | 041.67 |
| ソレント           | 2011年7月6日   | 2011年12月13日 | 19    | 8    | 6    | 5    | 042.11 |
| エンポリ           | 2012年8月12日  | 2015年5月31日  | 132   | 52   | 45   | 35   | 039.39 |
| ナポリ             | 2015年6月12日  | 2018年5月23日  | 147   | 97   | 25   | 25   | 065.99 |
| チェルシー         | 2018年7月14日  | 2019年6月16日  | 63    | 39   | 13   | 11   | 061.90 |
| ユヴェントス       | 2019年6月16日  | 2020年8月8日   | 52    | 34   | 9    | 9    | 065.38 |
| ラツィオ           | 2021年6月9日   | 2024年3月13日  | 137   | 65   | 30   | 42   | 047.45 |
| 合計               | 合計           | 合計           | 1,081 | 504  | 302  | 275  | 046.62 |

## タイトル

### クラブ
チェルシーFC
- UEFAヨーロッパリーグ：1回 (2018-19)

ユヴェントスFC
- セリエA：1回 (2019-20)